# Kelterle (Hohenhaslach)

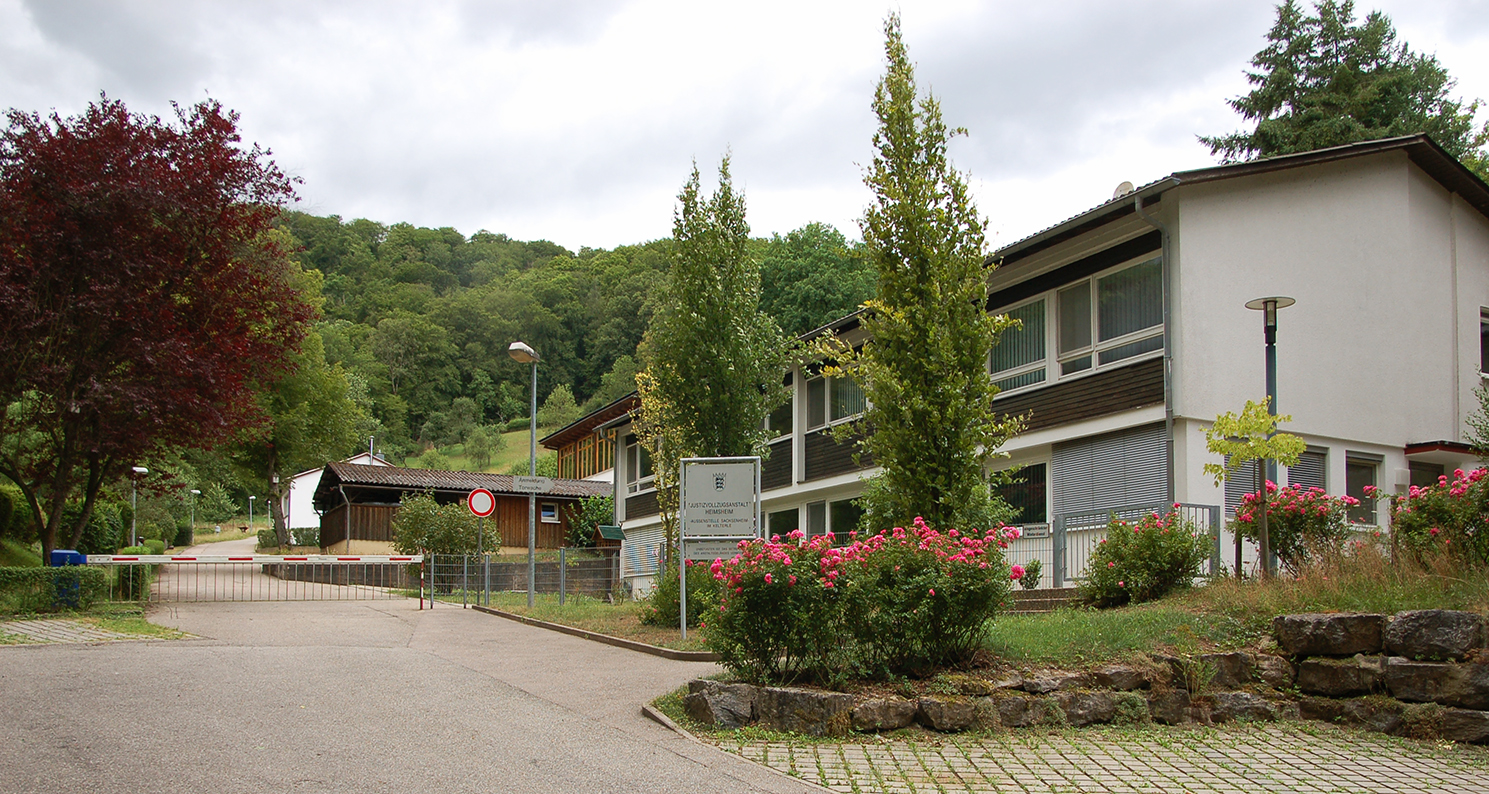
Empfangs- und Verwaltungsgebäude der ehemaligen Haftanstalt für offenen Vollzug

Das Kelterle im Stromberg ist ein ehemaliges Hofgut westlich von Hohenhaslach im Landkreis Ludwigsburg, das bis 1974 als Kinderheim, bis 30. April 2015 dem offenen Strafvollzug diente und seither vom Bildungszentrum Justizvollzug Baden-Württemberg betrieben wird.

## Lage
Die kleine Siedlung liegt auf einer abgeschiedenen Lichtung in einer west-östlich verlaufenden Klinge an der Nordostabdachung des Baiselsbergs. Das stark 300 Meter südlich vom Burgstall der Burg Bromberg auf einer Höhe von 300 Metern gelegene Kelterle zählte ursprünglich zum Rittergut Bromberg und nach dessen Aufteilung von 1766 bis zur Gemeindereform zur Hohenhaslacher Gemarkung, die heute zur Stadt Sachsenheim gehört.

## Geschichte
Das Kelterle wurde 1889/90 als Wohnhaus mit Scheuer und zwei Gartenhäusern von Gottlieb Scheerle erbaut, der dort einige Bienenstände und einen Weinberg bewirtschaftete. Nach seinem Tod 1925 kam das Anwesen in den Besitz von Gotthilf Weber, der 1927 für die Sommermonate eine Schanklizenz erhielt. 1959 erwarb Friedrich Strecker das Anwesen. Er führte den Schankbetrieb in einer 35 Quadratmeter großen Gartenhalle fort, außerdem firmierter er dort auch mit seiner Firma Vacance und Touring, Gesellschaft für Ferienreisen und Wohnungsbau mbH.

### Privates Kinderheim
1962 erwarb Ruth Benzing das Anwesen, die dort zwei Gebäude neu erstellte und zum 1. Januar 1965 den Betrieb eines Kinderheims aufnahm. Anfangs wurden etwa 35 Kinder von 15 Bediensteten betreut, später kamen weitere Gebäude hinzu und die Anzahl der dort lebenden Kinder erhöhte sich bis 1967 auf etwa 80. Als um 1970 das Landesjugendamt begann, Heimkinder bevorzugt integrativen Heimen anstelle abgeschiedenen ländlichen Heimen zuzuweisen, führte die Unterbelegung der Anlage mit nur noch etwa 40 Kindern zum wirtschaftlichen Niedergang der Besitzerin. 1971 versiegten außerdem die beiden Quellen, die zuvor die Trinkwasserversorgung sicherten, worauf das Kelterle an die öffentliche Wasserversorgung angeschlossen wurde. Dazu kamen nahezu ein Jahrzehnt währende Auseinandersetzungen über die Baulasten zur Herrichtung des nur etwa 500 Meter langen, aber über mehrere Markungen verlaufenden und in schlechtem Zustand befindlichen Zufahrtswegs, die erst durch den Zusammenschluss aller beteiligten Gemeinden zur Stadt Sachsenheim gelöst werden konnten.

### Offener Strafvollzug
Nach der Schließung des Heimes am 4. Juli 1974 erwarb im September das Land Baden-Württemberg die Anlage, um dort eine offene Strafvollzugsanstalt einzurichten.
Am 1. April 1975 begann hier die Arbeit. Am 13. Mai wurden schließlich 13 ausgesuchte Strafgefangene aus dem ganzen Land auf dem Areal untergebracht. Im Jahr 2000, in dem ein Festakt zum 25-jährigen Bestehen abgehalten wurde, waren es im Lauf der Zeit 6000 Häftlinge gewesen, die das „Kelterle“ von innen gesehen hatten. Vorwiegend sogenannte Straßenverkehrstäter kamen bis zur Schließung ins „Kelterle“. Daher gab es vor Ort ein entsprechendes Angebot mit Einzelberatungen zum Thema Alkohol, Vorbereitungen von ambulanten und stationären Therapien, Vermittlungen in Selbsthilfegruppen, Vorbereitungen für die medizinisch-psychologische Begutachtung zur Wiedererlangung des Führerscheins und Schuldnerberatungen.
Diese Einrichtung wurde bis 30. April 2015 als Außenstelle der Justizvollzugsanstalt Heimsheim geführt und seit deren Schließung vom Bildungszentrum Justizvollzug Baden-Württemberg betrieben.